# Pazmije dvoupruhá
Pazmije dvoupruhá (Causus bilineatus) je druh jedovatého hada, který žije v oblastech střední Afriky na územích Angoly, Demokratické republiky Kongo, Rwandy a Zambie. Nejsou známy žádné poddruhy tohoto druhu. Dospělý jedinec průměrně měří 30–50 cm. Nejdelší známý jedinec měřil 65 cm.

## Synonyma
- Causus rhombeatus – Bocage, 1895
- Causus rhombeatus var. bilineatus – Boulenger, 1905
- Causus lineatus – Laurent, 1955
- Causus bilineatus bilineatus – Laurent, 1964
- Causus bilineatus – Broadley, 1971